# 人名辞典
人名辞典（じんめいじてん、英: biographical dictionary）は、伝記に限定された百科事典の辞書の一種である。
Who's Whoにおける存命人物限定、英国人名事典における故人限定などの制限はあるが、多くの人名辞典には各国の主要人物を網羅する目的があり、その他、建築や建工学などの主要分野の重要人物の名前を網羅している点で、特殊なものである。

## 歴史
タリフ・ハリーディーは、人名辞典はアラブのイスラーム文化の独自の産物であると主張した。現存している初期の人名辞典の例は9世紀のイラクに遡り、16世紀頃には、しっかりした作りになり、強く敬意を払った歴史的な記述がされていた。それらには産業革命前の社会でより多く見られた、多数の人々向けの社会的なデータが収録されている。
最古の人名辞典は、イスラム教の預言者とサハーバ（教友）に焦点を当てており、最古の例にはIbn Sa'd al-BaghdadiのThe Book of The Major Classesが挙げられ、その後、中世のイスラム世界に生きた多くの歴史上の人物（支配者から学者まで）の人生が文書に記録されるようになった。収録された人数について、アメリカのイスラム研究者リチャード・ブリエは「ブロッケルマンのGeschichte der arabischen Litteratur（アラビア文学の歴史）を簡単に調べれば、個人の伝記の数が数十万、あるいは100万に達すると誰もが十分に納得するだろう」と主張している。

### 引用
1. ↑  Khalidi, Tarif (January 1973). “ISLAMIC BIOGRAPHICAL DICTIONARIES: A PRELIMINARY ASSESSMENT”. The Muslim World 63 (1):  53–65. doi:10.1111/j.1478-1913.1973.tb03104.x.
2. ↑  Scalenghe, Sara (2014). “Introduction”. Disability in the Ottoman Arab World, 1500-1800. Loyola University Maryland. p. 16. ISBN 1107622794
3. ↑  Josef W. Meri (2005), Medieval Islamic civilization: an encyclopedia, 2, Routledge, p. 110, ISBN 0-415-96690-6
4. ↑  Richard W. Bulliet, "A Quantitative Approach to Medieval Muslim Biographical Dictionaries" in Journal of the Economic and Social History of the Orient,  Vol. 13, No. 2 (Apr., 1970), p. 195